# Донкастер
До́нкастер (англ. Doncaster) — город в графстве Саут-Йоркшир северной Англии, административный центр района Донкастер. Население — 67 977 жителей (с пригородами — 288 400).

## Географическое положение и население
Донкастер — 15-й по величине город Соединённого королевства. Расположен в традиционно горнодобывающем регионе; закрытие угольных шахт в 1970—1980-х годах вызвало экономический упадок, с трудом преодолённый благодаря переориентации на сферу услуг и статусу крупного транспортного узла.

## История

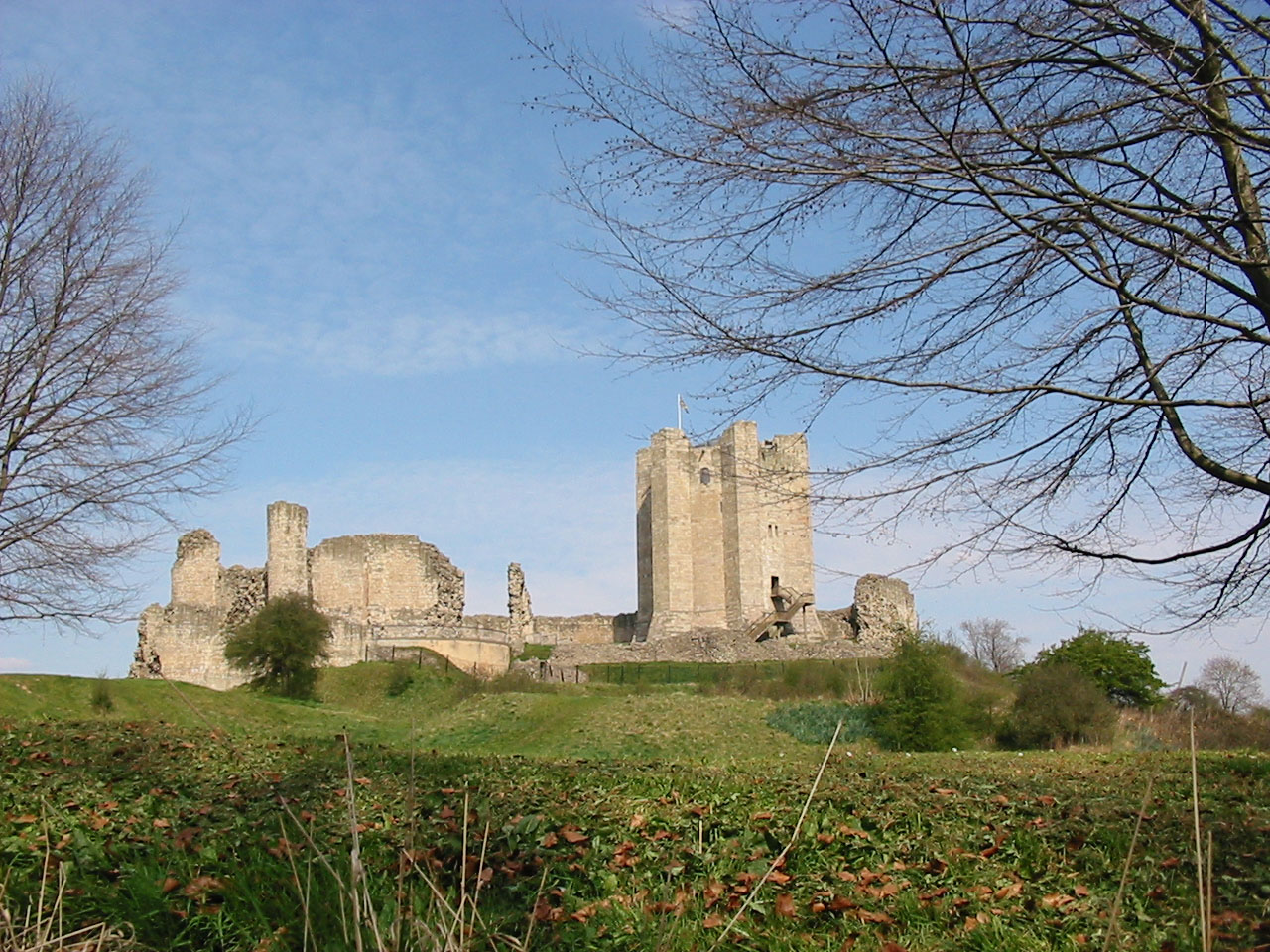
Замок Конисбро

Город был основан римлянами в I веке н. э. под именем Данум (лат. Danum). Название было дано по протекавшей рядом реке Дон; затем к нему было прибавлено слово castrum («укреплённый лагерь», «крепость»). После воцарения Вильгельма Завоевателя в 1066 году норманны построили к юго-западу от современного Донкастера замок Конисбро (Conisbrough). В XII веке город был разорён сильным пожаром. Королевская хартия 1248 года даровала Донкастеру право проводить ярмарки и иметь рынок, который до сих пор располагается в центре города. В XIV веке в городе возникают общины крупных монашеских орденов (францисканцев и кармелитов).
В XVI—XVII веках Донкастер стремительно развивается, несмотря на несколько крупных эпидемий чумы. В 1645 году, во время Гражданской войны, горожане радостно встретили въехавшего в город короля Карла I; в благодарность Карл II в 1664 году объявил Донкастер «вольным городом» (Free Borough).
Начиная с конца XVIII века всебританскую известность приобретают проводимые в городе скачки. Одновременно с этим в Донкастере бурно развивается промышленность (прежде всего добыча угля). В XIX—XX веках строятся железные дороги, связывающие угольные шахты Донкастера с металлургическими заводами Ротерема, Шеффилда и Сканторпа.

## Транспорт
Город является одним из важнейших транспортных узлов севера Англии: он расположен рядом с тремя крупными автострадами (А1, M62, M18), соединяющими Лондон с Эдинбургом. В 2005 году был открыт аэропорт Робин Гуд Донкастер Шеффилд, связавший Донкастер с множеством городов Европы и США.

## Известные уроженцы
- Луи Томлинсон — британский певец, получивший известность как участник группы One Direction.
- Yungblud — английский рок-музыкант.
- Кларксон, Джереми — журналист и телеведущий.

## Города-побратимы
- Шальготарьян, Венгрия
- Гельзенкирхен, Северный Рейн-Вестфалия, Германия
- Хертен, Северный Рейн-Вестфалия, Германия
- Даньдун, Ляонин, КНР
- Гливице, Польша
- Вилмингтон, Северная Каролина, США
- Авьон, Па-де-Кале, Франция